# Atemnus politus
Atemnus politus är en spindeldjursart som först beskrevs av Simon 1878.  Atemnus politus ingår i släktet Atemnus och familjen Atemnidae. Inga underarter finns listade.